# 동조 소비
동조 소비는 자신의 필요가 아니라 다른 사람과 동일시하거나 소외되지 않으려고 하는 소비이다.

## 예
- 휴대 전화 소비 (청소년)
- 청소년들이 또래집단과 비슷한 브랜드의 옷을 구매함 (청소년)

## 같이 보기
- 베블런재